# Fyrudden
Fyrudden var före 2015 en av SCB avgränsad och namnsatt småort i Gryts socken i Valdemarsviks kommun i Gryts skärgård. Småorten upphörde 2015 när området växte samman med småorterna Snäckevarp och Fyrtorp och Gryt för att bilda tätorten Gryt. Namnet till trots har det aldrig funnits en fyr i Fyrudden. Det är istället tallarna, furorna, som gett platsen sitt namn.
Fyrudden är huvudnoden för att nå ut i Gryts skärgård. Vid hamnen finns restaurang, glasskiosk, livsmedelsaffär och busshållplats för färd till Valdemarsvik, Söderköping och Norrköping. Under sommaren är hamnen en populär gästhamn för fritidsbåtar.
Sommartid utgår Skärgårdslinjen dagligen med skärgårdsbåten M/S Ellen af Harstena till öarna Ämtö och Harstena.
Länsväg 212 från Valdemarsvik leder via Gryt fram till Fyrudden.